# Madeleine Biardeau
Pour les articles homonymes, voir Biardeau.
Madeleine Biardeau, née le 16 mai 1922 à Niort et morte à Cherveux le 1er février 2010, est une indianiste française.

## Biographie
Née à Niort, dans une famille de transporteurs, Madeleine Biardeau fait ses études secondaires au lycée de jeunes filles de la ville jusqu'au baccalauréat. En 1943, elle intègre l'École normale supérieure de jeunes filles. Elle étudie les systèmes philosophiques brahmaniques et se consacre à l'apprentissage du sanskrit, passant deux années à l'université de Trivandrum au Kerala.
Après cela, elle entame une vie marquées par des séjours réguliers en Inde du Sud, puis à Poona et au Deccan College (en). Parallèlement, elle enseigne à l'École pratique des hautes études, section des sciences religieuses de 1960 à 1989. Elle succède à Louis Dumont à la direction du Centre d'études de l'Inde (devenu Centre d'études de l'Inde et de l'Asie du Sud).
On lui doit de nombreuses publications et traductions commentées, aux éditions de l'Institut français d'indologie de Pondichéry et dans la collection de l'École française d'Extrême-Orient. Sa thèse porte sur la Théorie de la connaissance et philosophie de la parole dans le brahmanisme classique (Mouton, 1964).
Malade, elle s'était retirée à Cherveux en 2008, où elle décède le 1er février 2010.

## Œuvres
- Inde, Le Seuil, coll. « Petite Planète », 1958.
- « Inde » in Brice Parain (dir.), Histoire de la philosophie. Orient; Antiquité, Moyen Âge, Gallimard, coll. « Encyclopédie de la Pléiade », vol. I 1969, 1728 p. (p. 82-247)[1]; rééd. Folio essais, n° 337, 1999,  (ISBN 978-2-070-40777-4)
- (avec Charles Malamoud) Le Sacrifice dans l'Inde ancienne, Bibliothèque de l'École des hautes études, 1976, 204 pages.
- Codirection de Vâlmîki, Le Râmâyana, Gallimard, coll. « Bibliothèque de la Pléiade », 1999, 1904 p. (ISBN 978-2-070-11294-4)
- Mahâbhârata, (traduction du sanskrit) Le Seuil, 2 vol., 2002, 1120 p.
- Histoires de poteaux : Variations védiques autour de la Déesse hindoue, École Française d'Extrême Orient, 2005, 356 pages.
- L'hindouisme. Anthropologie d'une civilisation, Flammarion, 1995. Rééd. coll. « Champs Flammarion », 2009, 320 p.  (ISBN 978-2-081-22718-7)

### Source de l'article
- Charles Malamoud, « Madeleine Biardeau, indianiste », Le Monde, 17 février 2010 [lire en ligne (page consultée le 28 avril 2024)]